# Священне мовчання
Священне мовчання (англ. Sacred Silence) — американська драма режисера Гаррі Ф. Міларда 1919 року.

## У ролях
- Вільям Расселл — капітан Джеймс Крейг
- Агнес Ейрс — Медж Саммерс
- Джордж МакКуоррі — майор Марстон
- Джеймс Моррісон — лейтенант Ральф Харрісон
- Том Брук — полковник
- Різа Ройс
- Мейбл Жюльєнна Скотт